# Бирман, Энне
Энне Бирман, урожд. Энне Сибилла Штернефельд (нем. Aenne Biermann, Aenne Sybilla Sternefeld; 3 марта 1898, Гох — 14 января 1933, Гера) — немецкий фотограф, представительница художественного направления Новая вещественность.

## Жизнь и творчество
Э. С. Штернефельд родилась в семье фабриканта еврейского происхождения. Получила музыкальное образование, училась на пианистку. В 1919 году вышла замуж за Герберта Бирмана из Геры, сына владельца универмагов, также из еврейской семьи. От этого брака у неё родилось двое детей.
В 1922 году прекращает занятия музыкой и начинает самостоятельно изучать фотографию. Постепенно совершенствуя своё мастерство, следует художественным направлениям «Новая вещественность» и Новое видение (Neues Sehen). Э.Бирман была мастером в фотографическом изображении окружающего мира — она создавала великолепные портреты, пейзажи, натюрморты. Её работы публикуются в журналах «Художественный листок», «Форма», «Новый Франкфурт». В 1930 году в Йене организована персональная выставка Э. Бирман; в том же году выходит в свет работа Франца Ро, посвящённая творчеству фотохудожницы.
В 1933 году, за несколько недель до прихода в Германии национал-социалистов у власти, Э. Бирман умирает от болезни печени. Впоследствии, несмотря на преследования, её семье удаётся эмигрировать в Палестину. Из приблизительно 3.000 работ Э. Бирман в эти годы большая часть пропала.
В 1997 году городом Гера и местным художественным музеем учреждена премия Энне Бирман, которой награждаются лица за достижения в области современной фотографии. В 2002 году в Немецком музее в Мюнхене состоялась большая ретроспектива творчества Э. Бирман, в 2003 и в 2007 она была повторена в музее Шпренгель Ганновера.